# Стадион имени Дуайта Йорка
«Дуайт Йорк Стэдиум» (англ. Dwight Yorke Stadium) — футбольный стадион, расположенный в Баколете, Тобаго, Тринидад и Тобаго. Назван в честь тринидадо-тобагианского футболиста Дуайта Йорка — бывшего игрока национальной сборной и английского клуба «Манчестер Юнайтед».

## Мероприятия
Был построен к чемпионату мира по футболу 2001 года среди юношеских команд . Принял шесть матчей группового этапа и два матча четвертьфинала.
В 2005 году принимал CARIFTA Games — ежегодные легкоатлетические соревнования Карибского региона среди юниоров.
В 2010 году принял шесть матчей группового этапа чемпионата мира по футболу среди девушек до 17 лет.
Стадион являлся домашним для футбольного клуба «Тобаго Юнайтед», вплоть до расформирования команды в 2011 году.
На стадионе, помимо футбольных матчей, также проводятся соревнования по крикету, хоккею на траве и лёгкой атлетике; а также концерты, фестивали, конференции, свадьбы, автомобильные шоу.

## Характеристики
- Вместимость — 7,5 тысяч человек.
- Размеры футбольного поля — 105 × 68 м